# Вімблдонський турнір 1980
Вімблдонський турнір 1980 проходив з 23 червня по 6 липня 1980 року на кортах Всеанглійського клубу лаун-тенісу і крокету в передмісті Лондона Вімблдоні. Це був 94-й Вімблдонський чемпіонат, а також другий турнір Великого шлема з початку року.

## Огляд подій та досягнень
У чоловіків Бйорн Борг захистив титул, виграв свій останній (5-й) Вімблдон та 10-й титул Великого шлема. Фінальну гру з Джоном Макінроєм вважають однією з найкращих в історії тенісу.
У жінок торішня чемпіонка Мартіна Навратілова поступилася в півфіналі Кріс Еверт, а виграла турнір Івонн Гулагонг-Коулі, для неї ця вімблдонська перемога була 3-ю та 7-м останнім титулом Великого шлема.

## Результати фінальних матчів

### Дорослі
| Одиночний розряд. Джентльмени |                               |                                 |
| Бйорн Борг                    | Джон Макінрой                 | 1–6, 7–5, 6–3, 6–7 (16–18), 8–6 |
|                               |                               |                                 |
| Одиночний розряд. Леді        |                               |                                 |
| Івонн Гулагонг Коулі          | Кріс Еверт                    | 6–1, 7–6 (7–4)                  |
|                               |                               |                                 |
| Парний розряд. Джентльмени    |                               |                                 |
| Пітер Макнамара Пол Макнамі   | Боб Лутц Стен Сміт            | 7–6 (7–5), 6–3, 6–7 (4–7), 6–4  |
|                               |                               |                                 |
| Парний розряд. Леді           |                               |                                 |
| Кеті Джордан Енн Сміт         | Розмарі Касалс Венді Тернбулл | 4–6, 7–5, 6–1                   |
|                               |                               |                                 |
| Мікст                         |                               |                                 |
| Трейсі Остін Джон Остін       | Даєнн Фромголц Марк Едмонсон  | 4–6, 7–6 (8–6), 6–3             |
|                               |                               |                                 |

### Юніори
| Одиночний розряд. Хлопці  |                    |               |
| Тьєрі Тюлан               | Ганс-Дітер Бейтель | 6–4, 3–6, 6–4 |
|                           |                    |               |
| Одиночний розряд. Дівчата |                    |               |
| Деббі Фрімен              | Сюзан Лео          | 7–6, 7–5      |